# Marcel Marceau
Marcel Mangel, conegut arreu amb el nom artístic de Marcel Marceau, (Estrasburg, 22 de març de 1923 — Caors, 22 de setembre de 2007) va ser un mim «sense dubte el mim més popular del segle xx».
Durant la segona guerra mundial, d'arrels jueves, es va canviar el cognom i va ser agent de la resistència francesa.Son pare va ser assassinat pels nazis al camp d'exterminació d'Auschwitz el 1944.
Després de la Segona Guerra Mundial, va començar la seva carrera com a mim a Alemanya, actuant per a les tropes franceses d'ocupació. Després va decidir estudiar aquesta disciplina amb Étienne Decroux al teatre de Sarah Bernhardt de París.
Fou el creador del personatge «Bip» que tenia la cara pintada de blanc i duia uns pantalons molt amples i una camisa ratllada. Al cap, un barret de copa d'on li'n sortia una flor vermella.
El 1978 va fundar a París una escola de mim que s'ha tancat el 2005 per mor de la política d'austeritat de l'ajuntament de París.
El 2020 va sortir el film, Résistance (direcció: Jonathan Jakubowicz), sobre les seves activitats en la resistència francesa. Jesse Eisenberg hi té el paper de Marceau. Conta la història d'un grup d'escoltes jueus que amb la Resistència, va salvar la vida a centenars d'orfes.
| «                | La paraula no és necessària per expressar el que se sent en el cor | » |
| — Marcel Marceau |                                                                    |   |